# Carl Solomon
Carl Solomon (30 de Março de 1928 – 1993) foi um escritor dos Estados Unidos, autor de poemas em prosa e ensaios, considerado como pertencente à Geração Beat. Discípulo de Antonin Artaud e influenciado pelo Dadaísmo, passou muito tempo internado em clínicas psiquiátricas.
Foi inspirador da terceira parte de Howl, de Allen Ginsberg e a ele foi dedicada a íntegra do poema.
Considerado o núcleo secreto do movimento beat,tinha uma inteligência comprovadamente superiora.Apelidado de "O poeta extinto","O poeta metálico" , "O dadaísta do Bronx", o escritor de ascendência judaíca serviu a marinha na juventude e trafegou entre ideologias de esquerda e de direita ao longo da vida.Para maiores detalhes, vide sua obra "De repente,acidentes" .